# Tunicago uniolae
Tunicago uniolae är en svampart som beskrevs av B. Sutton & Pollack 1977. Tunicago uniolae ingår i släktet Tunicago, divisionen sporsäcksvampar och riket svampar.   Inga underarter finns listade i Catalogue of Life.